# Maneaba ni Maungatabu
13e législature
Bâtiment du Parlement
Le Parlement des Kiribati (également connu sous son nom constitutionnel en gilbertin : Maneaba ni Maungatabu, litt. « maneaba de la montagne sacrée » ; en anglais : House of Assembly) est l'assemblée législative monocamérale des Kiribati. Ses 45 membres sont renouvelés tous les quatre ans au scrutin universel direct majoritaire à deux tours, sauf en cas de vote de défiance entraînant des élections anticipées.

## Historique
L'assemblée est instituée par la Constitution du 12 juillet 1979 sur le modèle du système de Westminster. L'élection des députés avait lieu en 1978. Elle succédait alors aux organes consultatifs instaurés au sein de la colonie britannique des Îles Gilbert et Ellice. Installée d'abord à Bairiki à Tarawa-Sud, son siège est déplacé le 14 octobre 2000 à Ambo, un îlot dans la même ville. 
En 2003, le Parlement comprend 42 députés (46 en 2007, 45 en 2016) — dont un ex officio, membre de droit, le Procureur général, ministre de la Justice, dans le cas où ce dernier n'était pas élu dans une circonscription, et un représentant des populations gilbertines de Banaba, déplacées en 1945 sur Rabi aux Fidji. Les élections se sont tenues les 9 et 16 mai.
En 2007, les élections législatives ont eu lieu le 22 août (premier tour), puis le 30 août (second tour pour les circonscriptions en ballotage) au sein de 23 circonscriptions électorales qui éliront un total de 44 députés. En plus de ces 44 députés, il y a toujours le procureur général et le représentant de Rabi, ce qui fait un total de 46 parlementaires.
En 2011, les élections législatives se sont tenues les 21 et 28 octobre 2011, pour l'élection de quarante-quatre des quarante-six députés de la Xe législature de la Maneaba ni Maungatabu.
Les élections législatives de 2015-2016 qui se sont tenues à cheval entre deux années ont marqué à la fois la confirmation du parti majoritaire du président sortant, le Boutokaan te koaua, mais aussi l'apparition d'une opposition unie, sous le nom de Tobwaan Kiribati Party, opposition qui a réussi à faire élire son candidat comme président. En 2018, le TKP revendique 31 députés tandis que le BTK n'en a plus que 13.
En 2016, une réforme de la Constitution entraîne la disparition du poste de député ex officio du procureur général et la création d'un ministère de la Justice.

## Système électoral
La Maneaba ni Maungatabu est composée d'un total de 45 membres, dont 44 sont élus pour quatre ans au scrutin direct selon une variante du scrutin majoritaire à deux tours dans des circonscriptions de 1 à 3 sièges. Sept d'entre elles n'ont qu'un seul sièges à pourvoir, onze en ont deux, et cinq autres en ont trois.
Les électeurs sont ainsi munis d'autant de voix que de sièges à pourvoir dans leurs circonscription, et peuvent les répartir aux candidats de leurs choix. Au premier tour, les candidats des circonscriptions uninominales sont élus selon la forme classique de ce mode de scrutin : un candidat est élu s'il recueille la majorité absolue. À défaut, un second tour est organisé entre les deux candidats arrivés en tête, et celui réunissant le plus de suffrages est élu.
Dans les circonscriptions de deux ou trois sièges, cependant, les candidats doivent pour être élus arriver en tête et recueillir seuls au moins 25 % des suffrages. S'il reste des sièges à pourvoir passé le premier tour, un second est organisé entre les candidats arrivés en tête, à raison d'autant de candidats que de sièges, plus deux. Le ou les candidats arrivés en tête sont alors élus. Le droit de vote s'acquiert à dix huit ans, et son utilisation n'est pas obligatoire.
Enfin, un membre est élu au suffrage indirect par le Conseil des chefs de la communauté banaba de l'île de Rabi, tandis que le Procureur général devient membre ex officio s'il n'est pas déjà député, portant le total des membres de l'assemblée à 46. Le président du Parlement est quant à lui désigné en dehors des membres de cette dernière. N'étant pas député, il ne participe pas aux votes.

## Liste des présidents
Depuis 22 mai 2020, le président (Speaker) est Tangariki Reete.
| Nom                   | Durée                            |
| --------------------- | -------------------------------- |
| Hon. Rota Onorio      | 1979 - 1982                      |
| Hon. Matita Taniera   | 1982 - 1987                      |
| Hon. Beretitara Neeti | 1987 - 1994                      |
| Hon. Tekiree Tamuera  | 1994 - 2002                      |
| Hon. Taomati Iuta     | 2003                             |
| Hon. Etera Teangana   | 2003 - 2007                      |
| Hon. Taomati Iuta     | 2007 - 2015                      |
| Hon. Teatao Teannaki  | 5 février 2016 - 11 octobre 2016 |
| Tebuai Uaai           | décembre 2016 - 22 mai 2020      |
| Tangariki Reete       | 22 mai 2020 - 13 septembre 2024  |
| Willie Tokataake      | 13 septembre 2024 -              |